# Guoy
Guoy és una regió del Gadiaga, al Senegal, a la zona de Bakel. Té a l'est el Kaméra, al nord la Guidimakha, al sud el Bundu, i a l'oest el Galam.
A primers de 1886 la Guidimakha, el Guoy i el Gadiaga, poblades per sarakholes, es van revoltar i van proclamar imam a Mahmadou Lamine que pretenia apoderar-se dels territoris malinkes a la riba esquerra del riu Senegal. Va coincidir amb la mort del rei de Bundu, Boubakar Saada, que va deixar la successió al seu germà Omar Penda, mig cec i poc capacitat, amb el fill del rei difunt, Usman Gazi, com a home fort. Els sarakholes, que vivien al nord del Bundu, al Galam (o Ngalam) es van allistar massivament sota el seu estendard i va poder reunir entre sis i set mil guerrers. Per provocar una revolta més gran va decidir obtenir una victòria prestigiosa sobre els francesos i va atacar la posició de Bakel, al nord del Galam. Després de tres mesos de combats Lamine va haver de fugir cap al sud. Les poblacions del Guoy, refugiades al Guidimakha, sense provisions, van començar a patir de fam i van haver de sotmetre's per poder tornar a les seves cases.